# Qamea
Qamea is een eiland in de Vanua Levugroep in Fiji. Het is een van de drie eilanden die ten oosten van Thurston Point liggen. Het vulkanische eiland is 34 km² groot en is heuvelachtig. Er liggen zes dorpen op het eiland, waarvan Kocoma met ongeveer 550 inwoners het grootste is.

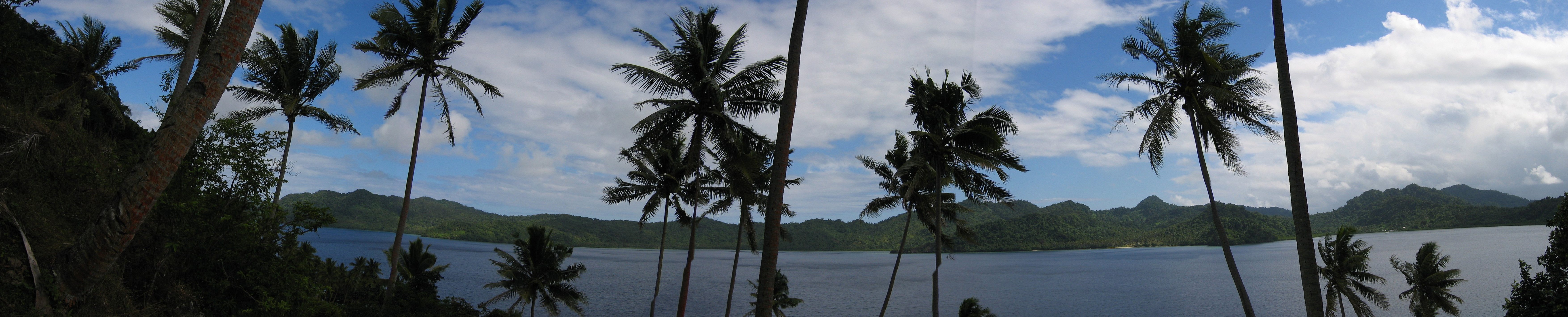